# Gaius Flavius Fimbria (militair)
Gaius Flavius Fimbria (-85 v.Chr.) was een Romeins politicus en militair.
Fimbria was vermoedelijk een zoon van de gelijknamige consul van 104 v.Chr. en een medestander van Gaius Marius en Lucius Cornelius Cinna. Als een mens van de grootste onbeschaamdheid en driestheid, stond hij Quintus Mucius Scaevola naar het leven.
Hij werd in 87 v.Chr. door Marius en Cinna als legatus (gezant) naar de Samnieten gestuurd om te zeggen dat ze wensten aan hun eisen – die Quintus Caecilius Metellus Pius en de Senaat hadden geweigerd in te willigen – te voldoen en aldus hun steun van de Mariaanse partij te winnen. Datzelfde jaar voerde hij als tribunus militum (of mogelijk als praefectus equitum) een cavalerie-eenheid aan die Publius Licinius Crassus Dives zou hebben vermoord.
Hij ging als legatus (luitenant) (of mogelijk als praefectus equitum) met de consul Lucius Valerius Flaccus in 86 v.Chr. naar Azië om de strijd aan te gaan met Mithridates VI van Pontus, waar hij zich door allerlei kunstgrepen de gunst van het leger wist te verwerven. Toen hij met de consul in twist geraakte, verwekte een opstand tegen hem en vermoordde de consul in Nicomedië, nadat deze op zijn vlucht door hem vervolgd en achterhaald was.
Daarop overwon Fimbria Mithridates in verscheidene gevechten, waaronder diens zoon bij Miletopolis, en wist Mithridates zelf in te sluiten bij Pitane, en liet tevens de steden Cyzicus en Ilium (Troje) door zijn troepen plunderen. Hij oefende harde straffen uit tegen de aanhangers van Sulla en pleegde de grootste gruwelen.
Toen Sulla in 84 v.Chr. echter zelf naar Azië kwam, versloeg deze hem bij Thyateira en belegerde hem. Toen Fimbria nu, na verscheiden vergeefse pogingen om Sulla door sluipmoord te doen ombrengen, vandaar naar Pergamum was gevlucht, liet hij zich in het Asklepieion door een slaaf van kant maken.